# Anna (Münznominal)

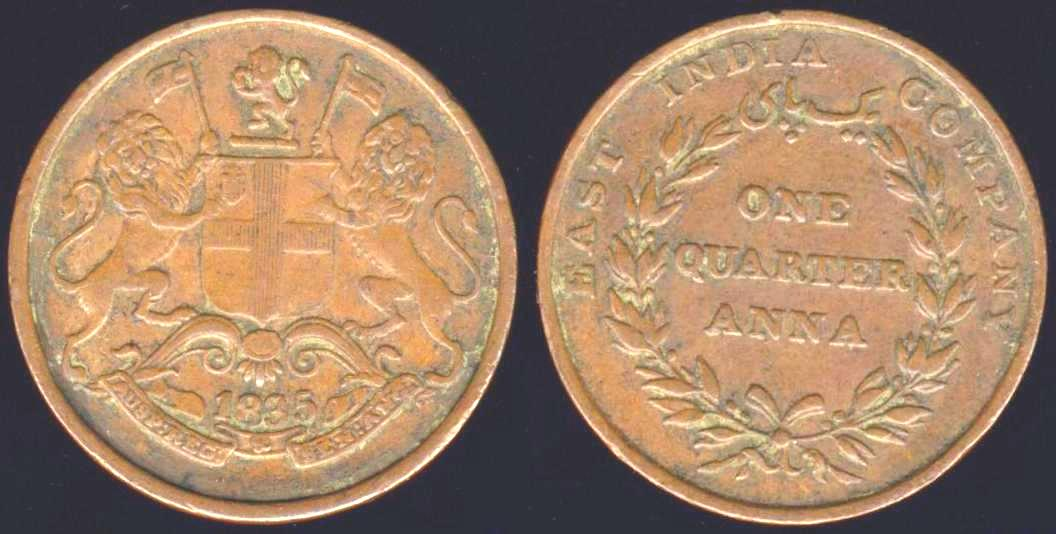
Kupferne ¼-Anna-Münze der Britischen Ostindien-Kompanie, geprägt 1835

Anna (Hindi: आना, ānā) ist die Bezeichnung für eine frühere indische Münze. Sie wurde ab 1906 unter britischer Herrschaft in Kupfer-Nickel geprägt und entsprach 1/16 Rupie. Schon im 19. Jahrhundert existierten kupferne Teilstücke zu 1/12, ¼ und ½ Anna (jeweils ab 1835) sowie silberne 2-Anna-Münzen (ab 1841). 1919 bis 1921 wurden auch 4- und 8-Anna-Münzen in Kupfer-Nickel geprägt. Am 1. April 1957 führte Indien ein dezimales Währungssystem ein (1 Rupie = 100 Paise) und schaffte damit die Anna als Münznominal ab.
Die Pakistanische Rupie war bis 1961 ebenfalls in Anna unterteilt. Die aus der indischen Rupie hervorgegangene 
Sri-Lanka-Rupie basierte nur für eine kurze Übergangszeit auf dieser Teilung und wurde bereits 1869 dezimalisiert.